# Kolonie in Augsburg-Göggingen

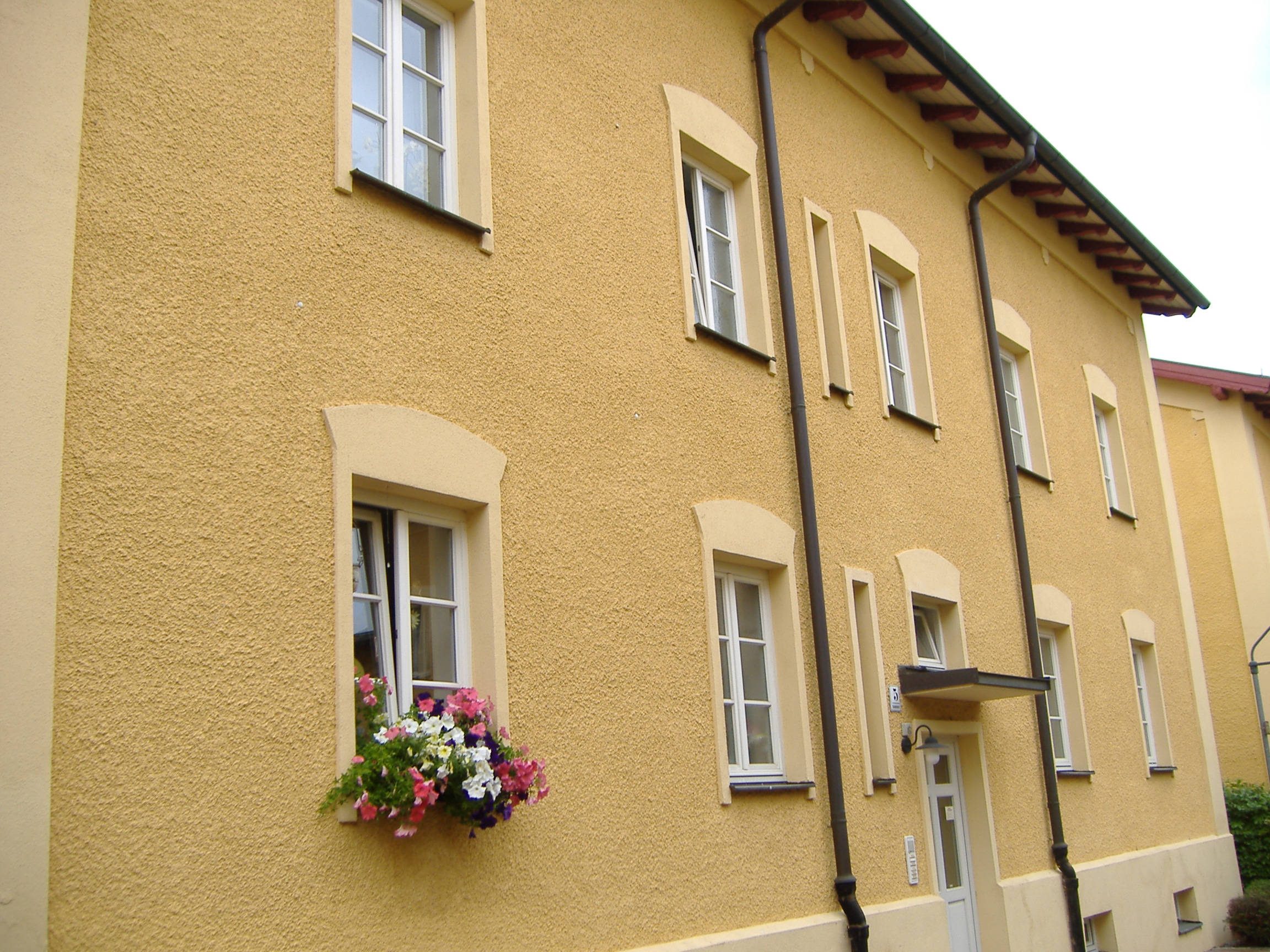
Typisches Koloniehaus

Die Kolonie in Augsburg-Göggingen, früher Arbeiter Kolonie I oder Alte Kolonie, ist eine ehemalige Arbeitersiedlung der „Zwirnerei und Nähfadenfabrik Göggingen“ (kurz ZNFG) im Augsburger Stadtteil Göggingen. Die in sich geschlossene Siedlung mit insgesamt neun Häusern liegt zwischen Fabrik- und Butzstraße.

## Geschichte
1855 gründete Eusebius Schiffmacher in Augsburg eine Garnzwirnerei, deren Teilhaber sechs Jahre später Wilhelm Butz wurde. Letztgenannter entstammte einem alten Leinenwebergeschlecht und verfügte über das Kapital und die nötige Erfahrung. Im Jahr 1863 übersiedelte die Fabrik „Eusebius Schiffmacher & Comp.“ mit 87 Beschäftigten nach Göggingen:
Der Markenname 'GÖGGINGER' war ein weltweit bekanntes Label, und man war die Nummer 1 auf dem gesamten europäischen Festland.
Im Jahre 1871 zog sich der Firmengründer aus gesundheitlichen Gründen von der Geschäftsführung zurück. In der Folgezeit wurde die Fabrik in eine Aktiengesellschaft umgewandelt, die eine der größten Arbeitgeber vor Ort war. Für die Mitarbeiter der ZNFG wurde von 1873 bis 1877 in unmittelbarer Nähe ihrer Arbeitsstätte eine Siedlung, bestehend aus neun Häusern, erbaut, genannt Kolonie I. Dabei handelte es sich um zweigeschossige Satteldachbauten mit Ecklisenen. 1887 wurde Kolonie II. gebaut, bestehend aus elf Arbeiterhäusern und eine „Kleinkinderschule“. 48 kinderreiche Familien fanden in der seinerzeit hochmodernen und sehr kommunikativen Siedlung (mit Bade-/Waschhaus und Feuerwehrhaus), die eine geschlossene Einheit bildete, Unterkunft.
1993 wurde die Kolonie unter Denkmalschutz gestellt und so der beabsichtigte Abbruch verhindert. Ein Jahr später begann die Sanierung der Häuser. Insgesamt wurden sechs Wohneinheiten pro Haus als Eigentumswohnungen errichtet. Auch die Gestaltung der Außenanlagen erfolgte in ihrer ursprünglichen Form aus der Gründerzeit. Großer Wert wurde auf die Erhaltung der einstigen geschlossenen Einheit beider Kolonien gelegt.

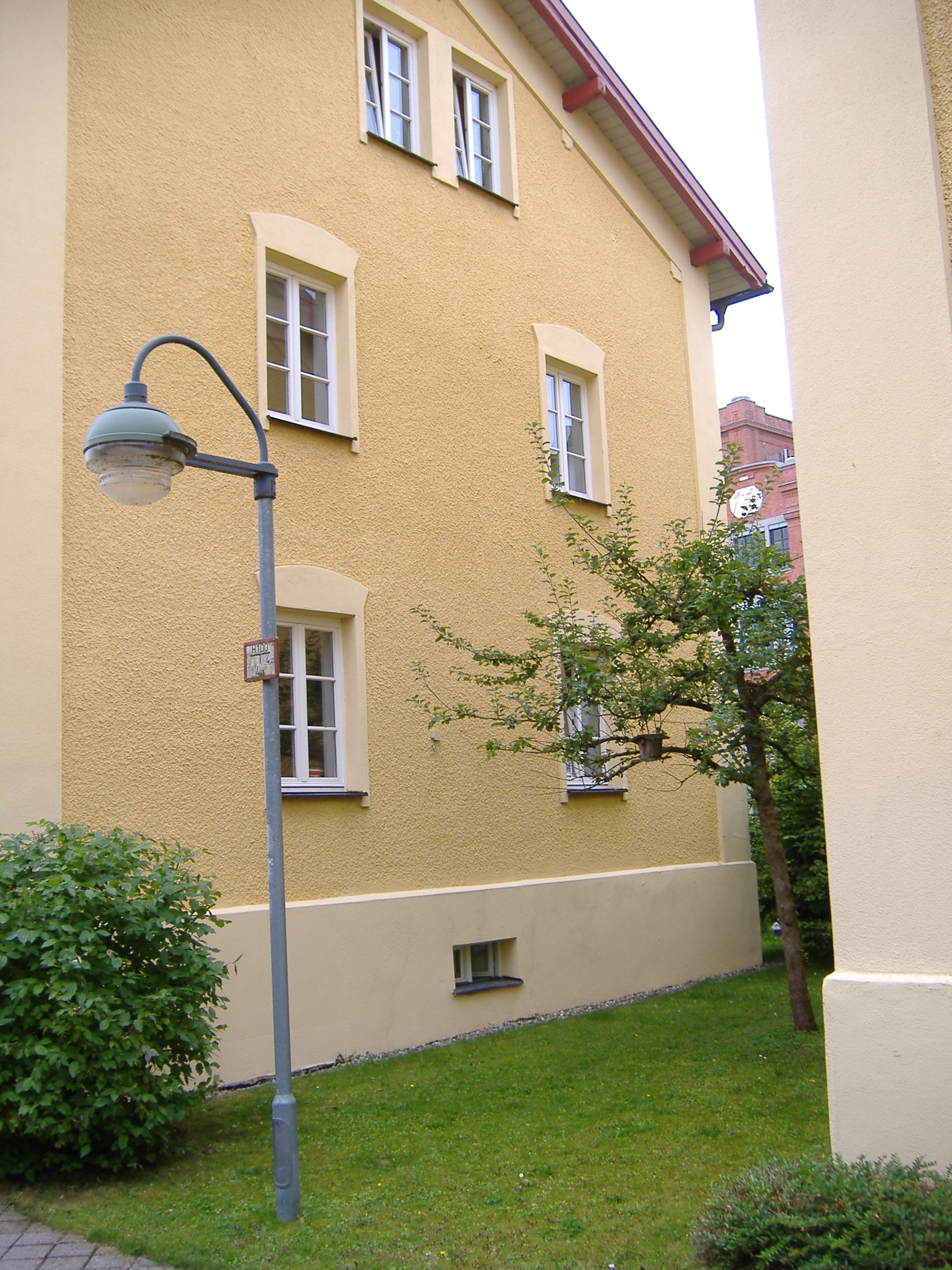
Detailansicht der Kolonie mit Zwischenblick auf die ZNFG
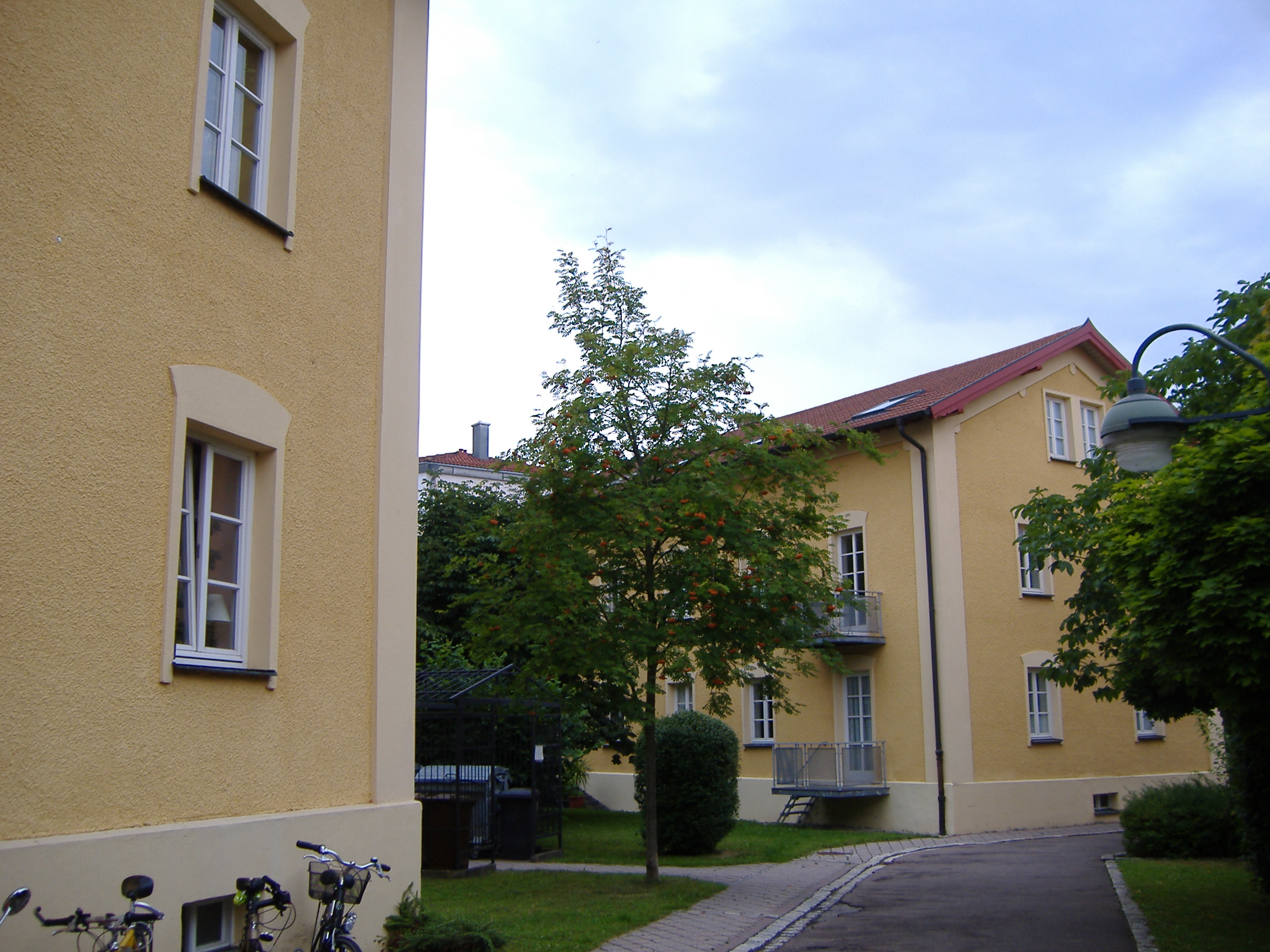
Detailansicht der Kolonie
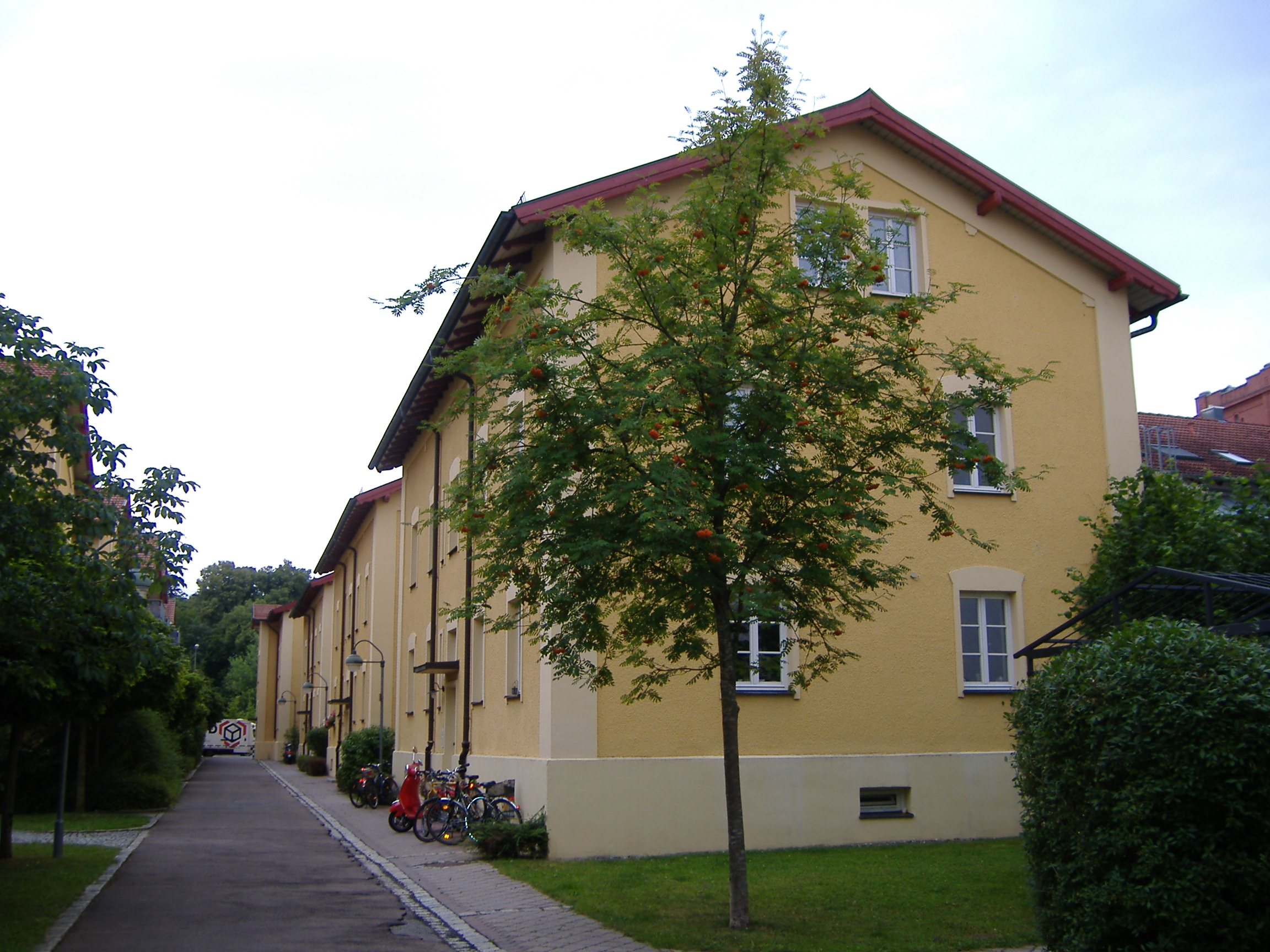
Straßenzug in der Kolonie
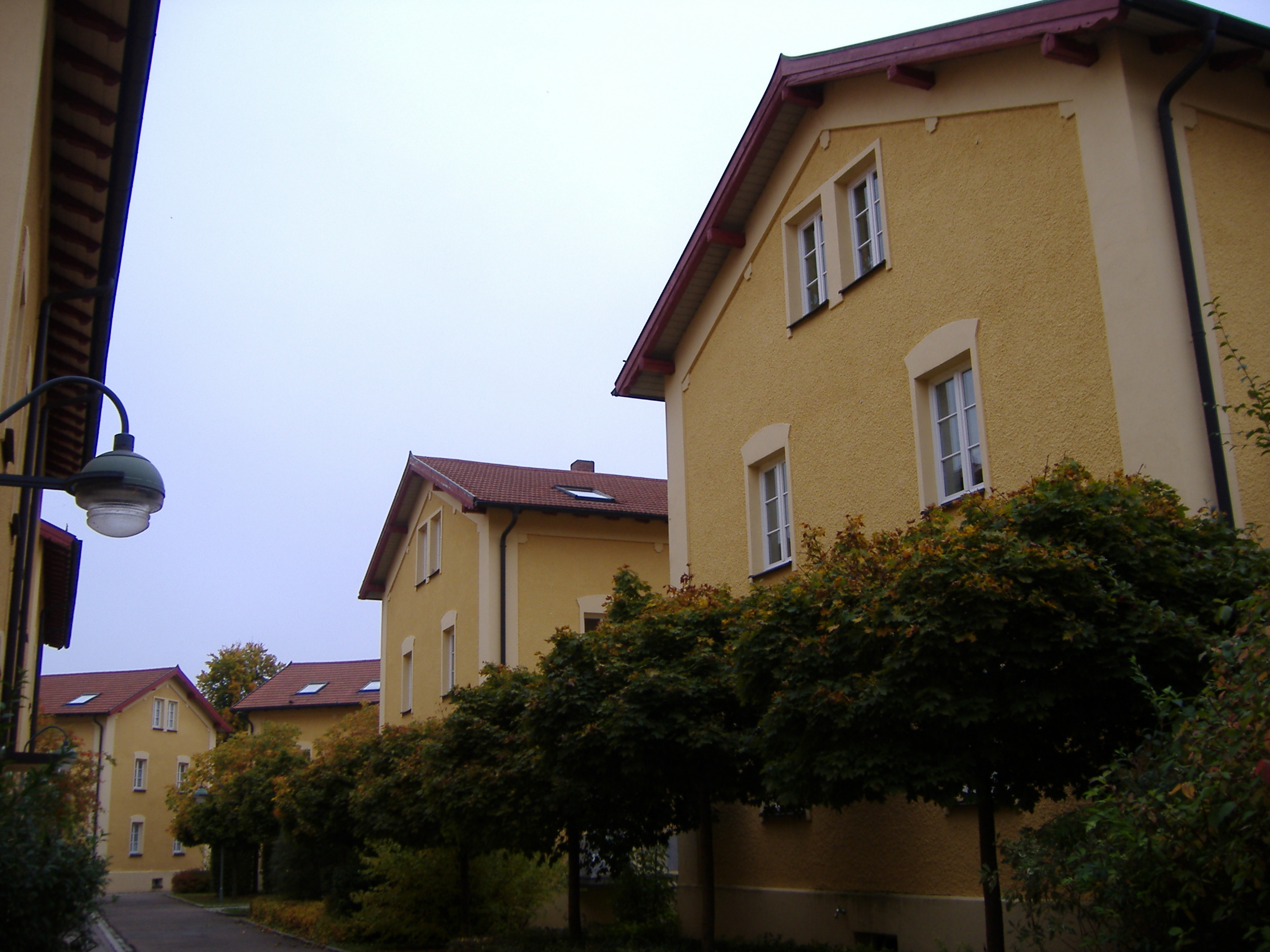
Blick auf die Kolonie